# Monroe (Iowa)
Monroe   è una località degli Stati Uniti di 1 830 abitanti, situata nella contea di Jasper, in Iowa.